# Tetramerinx albinepennis
Tetramerinx albinepennis är en tvåvingeart som först beskrevs av Huckett 1966.  Tetramerinx albinepennis ingår i släktet Tetramerinx och familjen husflugor.
Artens utbredningsområde är Kalifornien. Inga underarter finns listade i Catalogue of Life.